# 게이트웨이아치 국립공원

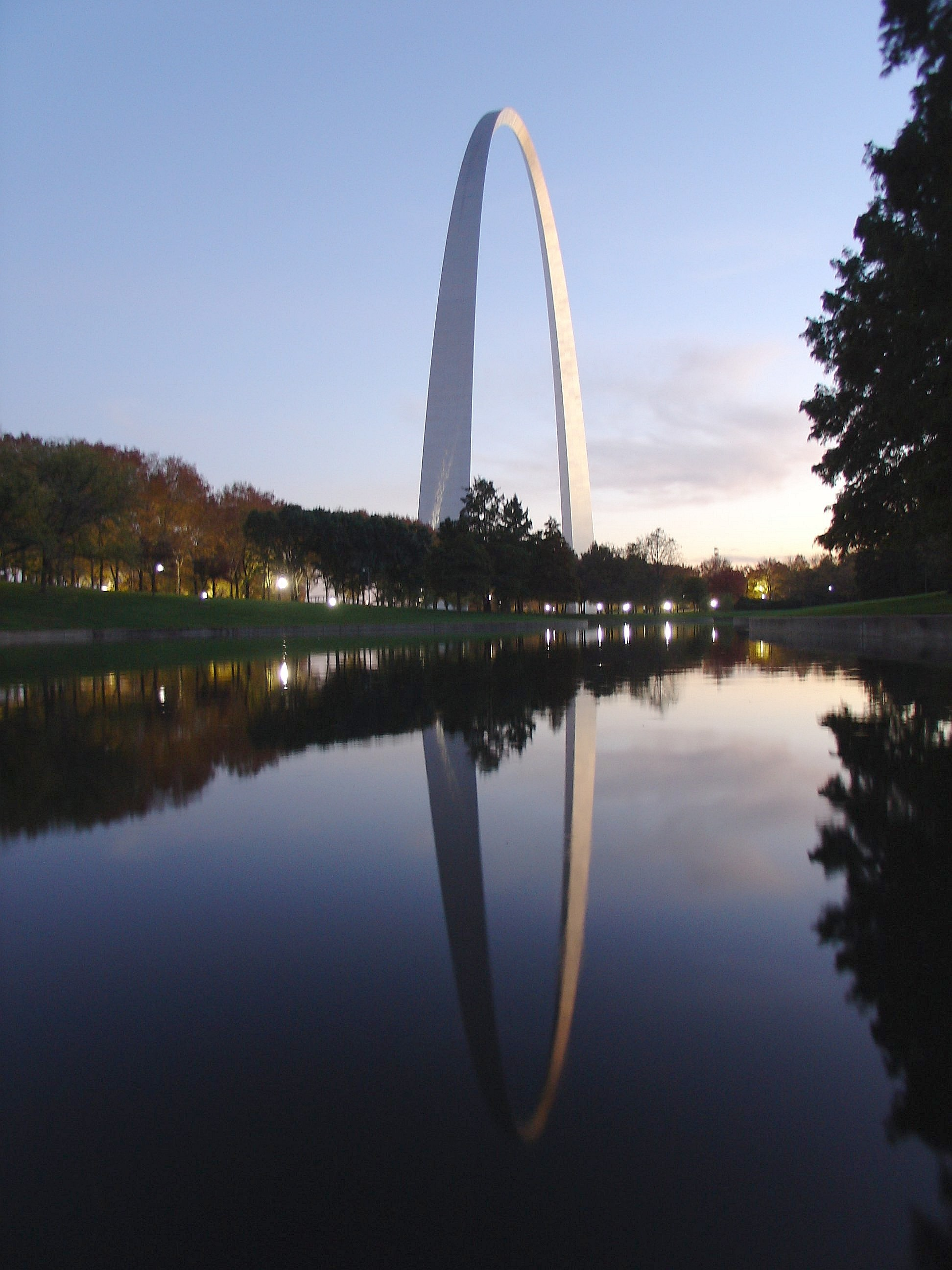

게이트웨이아치 국립공원(Gateway Arch National Park)은 루이스 클라크 탐험 출발 지점 주변 미주리주 세인트루이스에 위치한 미국의 국립공원이다.
다음을 기념하기 위해 세워졌다:
- 루이지애나 매입, 그리고 미국 탐험가들과 선구자들의 차기 서점운동(westward movement)
- 미시시피강 서쪽의 최초의 시민 정부
- 드레드 스콧 사건에 의해 촉발된 노예제에 대한 토론

이 공원은 게이트웨이 아치라는 이름의 쇠사슬 모양의 강철 아치가 있으며 세인트루이스의 절대적 상징이다. 이외에 구 법원 청사와 게이트웨이 아치 박물관 등이 위치하며, 미국 국립역사기념물 및 미국 국립사적지로 지정되어 있다.

## 같이 보기
- 게이트웨이 아치